# Xue Yuyang
Xue Yuyang (薛玉洋S, Xuē YùyángP; Jiaozuo, 4 ottobre 1982) è un ex cestista cinese.

## Carriera
È stato selezionato dai Dallas Mavericks al secondo giro del Draft NBA 2003 (57ª scelta assoluta).